# Le Cheveu d'or

Le Cheveu d'or est un film muet français réalisé par Pierre Bressol et sorti en 1912.

## Fiche technique
- Réalisation et scénario : Pierre Bressol
- Société de production : Société générale des cinématographes Éclipse
- Pays : France
- Format : Muet - Noir et blanc - 1,33:1 - 35 mm
- Métrage : 425 m
- Genre : Court métrage
- Durée : inconnue
- Date de sortie : 
  -  France - 1912

## Distribution
- Harry Baur
- Pierre Bressol : Nat Pinkerton